# Каверзнев, Александр Александрович
Алекса́ндр Алекса́ндрович Ка́верзнев (16 июня 1932, Рига — 29 марта 1983, Москва) — советский журналист-международник, политический обозреватель Центрального телевидения и радиовещания, автор множества репортажей из разных стран мира, один из ведущих программы «Сегодня в мире», создатель и ведущий программы «Содружество» . Лауреат Государственной премии (1980) и премии имени Юлиуса Фучика Международной организации журналистов.

## Биография

### Ранние годы
Родился в Риге в русской интеллигентной семье. Его отец, Александр Григорьевич, окончил Санкт-Петербургскую духовную академию и, отказавшись от сана священника, стал преподавателем русского языка и литературы в школе. Это спасло ему жизнь во время нацистской оккупации: заключённого в Саласпилсский концлагерь учителя узнал бывший ученик из охраны и помог ему освободиться. Мать, Вера Михайловна Голубева, переехала с родителями в Прибалтику (Тарту) после революции из Рождествено.
После войны А. Г. Каверзнев заведовал кафедрой языкознания в Рижском педагогическом институте.
Александр Каверзнев учился в Рижской средней школе № 22 — той же, где учились Михаил Таль, Михаил Барышников, Борис Пуго. Семья жила в Риге на ул. Ломоносова, 2, кв. 45.
По окончании школы он поступил в Ленинградский кораблестроительный институт, но через год вернулся в Ригу: умер отец. Юноша работал в геодезической партии, продолжил учёбу на заочном отделении филологического факультета ЛГУ имени Стучки.
В 1952 году Каверзнев был призван в армию, проходил службу в Калининграде. Там начал сотрудничать с армейской газетой, а после увольнения в запас пошёл работать в многотиражную газету Латвийского морского пароходства «Латвийский моряк». Предметом его особой гордости был переход от Мурманска до острова Диксон по Северному морскому пути на танкере пароходства.
Способный молодой журналист сотрудничал с газетой «Советская Латвия», где познакомился со своей будущей женой Нелли Степановой, работавшей в отделе информации. А вскоре он стал собственным корреспондентом «Московского радио» по Латвии.

### Собкор в Венгрии
В 1967 году ни дня не работавшего в Москве Каверзнева направили корреспондентом Центрального телевидения и радио в Венгрию, где он возглавил корпункт, а затем отделение в республике. Его репортаж из этой страны прозвучал в первом выпуске программы «Время» 1 января 1968 года и отличался живой человеческой интонацией, которая стала визитной карточкой Каверзнева: каждый материал он старался строить на истории конкретного человека, передавая его мысли.
О Венгрии был снят первый документально-публицистический фильм Каверзнева, открывший галерею фильмов о разных странах, в которых он соединял политический анализ и рассказ о жизни людей.

### Политический обозреватель Центрального телевидения
После возвращения из венгерской командировки Каверзнев в конце 1973 года был назначен политическим обозревателем Гостелерадио. Он выступал с комментариями для программы «Время», участвовал в воскресной радиопередаче «Международные обозреватели за круглым столом», освещал визиты советского руководства на высшем уровне в социалистические страны. Каверзнев создал вместе с режиссёром Олегом Малининым и начал вести программу «Содружество» о жизни братских стран, для заставки которой выбрал гравюру Чюрлёниса и музыку Бетховена, «Ода к радости», еще до того, как она стала гимном Евросоюза. В этой программе впервые на советском телевидении Каверзнев стал свободно вести себя в кадре — вести программу стоя, двигаться в кадре, живо общаться с собеседниками. Позже стал параллельно вести передачу «Сегодня в мире». В 1970-х и в начале 1980-х гг. считался одним из лучших политических обозревателей в СССР.
Каверзнев побывал во множестве стран: в Польше, Болгарии, Венгрии, Чехословакии, Румынии, Югославии, ГДР, Вьетнаме, Таиланде, КНДР, КНР и других.
Существует ошибочная информация о том, что Каверзнев якобы делал репортажи из Никарагуа в 1979 году, в дни свержения диктатора Анастасио Сомосы. На деле он никогда не был в Никарагуа.
Фильм Каверзнева о Северной Корее «38-я параллель» коллеги признали его высшим достижением. Он показал жизнь КНДР без прикрас. Несмотря на то, что фильм получился не парадным, северокорейские лидеры и лично товарищ Ким Ир Сен выразили автору благодарность.
Сам Александр Александрович своим достижением считал цикл телепередач «Наследники Мао», посвященный Китаю и сделанный в условиях почти полного отсутствия информации о нём. Каверзнев по крупицам собирал информацию и смог внятно донести её до зрителей, сделав это настолько достоверно, что одна из зрительниц даже подарила ему китайско-русский словарь, ибо сочла его профессиональным синологом.
В Камбодже Каверзнев оказался через два месяца после отстранения от власти «красных кхмеров» во главе с Пол Потом и снял фильм «Весна в Пномпене».

### Олимпиада-80
В 1980 году США объявили бойкот Олимпиаде в Москве, утверждая, что без их участия Игры будут неполноценными и не привлекут зрителей, которых на трибунах заменят солдаты и сотрудники КГБ. Каверзнев вместе с Николаем Озеровым и Евгением Синицыным вели репортажи с открытия и закрытия Игр.

### Последняя командировка и смерть
В 1983 году Александр Александрович месяц провёл в командировке в Афганистане, где снимал документальный фильм, позднее получивший название «Афганский дневник», и передавал репортажи для программы «Время». В фильме он исследовал историю страны и пытался дать свою версию её ближайшего будущего. Материалы для фильма снимались в Кабуле, Джелалабаде, Кандагаре, Панджшерском ущелье. Он умел найти контакт с людьми и разрядить критическую обстановку.
Вокруг внезапной болезни и смерти Каверзнева циркулировало множество слухов и версий, в том числе об отравлении в аэропорту накануне вылета 21 марта. Однако достоверностью ни одна версия не обладает. 23 марта съёмочная группа вернулась в Москву, Александр Александрович почувствовал себя плохо, 28 марта был госпитализирован с токсико-бактериальным шоком, а 29 марта скончался от неидентифицированной инфекции.

Фильм по материалам дневника Каверзнева «Афганский дневник» был сделан его коллегами Фаридом Сейфуль-Мулюковым и Леонидом Золотаревским.

Могила Каверзнева

Каверзнев был похоронен на Кунцевском кладбище.
Именем Каверзнева названа малая планета № 2949.
В 2007 году вышел в свет документальный фильм «Солдат Советского Союза», поставленный коллегой Каверзнева Натальей Ильинской.

## Документальные фильмы и передачи
- «Кубинские портреты»;
- «Новый год в апреле»;
- «Весна в Пномпене»;
- «На перекрёстках Кампучии»;
- «Наследники Мао»;
- «Мир встречает Новый 1978 год» (новогодний выпуск «Международной панорамы», в которой Каверзнев впервые на советском телевидении показал группу ABBA и сюжет из мира моды, а затем получил по партийной линии выговор за отсутствие классового подхода);
- «38-я параллель»[6];
- «Афганский дневник» (1983, показан по первой программе ЦТ 16 июня 1983, в 51-ю годовщину со дня рождения журналиста).

## Семья
У Александра Каверзнева двое сыновей. Старший сын — Александр Александрович Каверзнев-младший (род. 22 августа 1959 в Риге) — также журналист, окончил международное отделение факультета журналистики МГУ в 1982 году. С 1992 года — создатель, главный редактор газеты «Экстра М» и генеральный директор ЗАО «Экстра М Медиа».
Второй сын — Илья Каверзнев (род. в 1962 в Риге) — художник.

## Интересные факты
В основе художественного фильма «Человек, который брал интервью» (студия «Беларусьфильм», 1986, режиссёр Юрий Марухин) лежит история трагической гибели известного журналиста-международника. При этом главный герой имеет как внешнее сходство с Александром Каверзневым, так и ряд биографических совпадений. О смерти Каверзнева, политического обозревателя, было объявлено в начале ежедневной вечерней информационной программы "Время", что прежде, о персонах такого уровня, не делалось никогда.